# Чот-чат
Чот-чат (Чат-чат) — вершина Центрального Кавказа, по правой стороне Баксанского ущелья, на хребте Адылсу (северный отрог ГКХ). Расположена между долинами рек Адылсу и Адырсу. С юго-западного склона вершины спускается ледник Джанкуат, с юго-восточной — Гумачи. К югу от горы находятся вершины Гумачи и Уятау, к северу — Кой-Авган-Баши и ВИАтау.
Слово «Чат» (карач.-балк. чат, цат) достаточно распространено в карачаево-балкарской топонимике и означает «замкнутая» или «дугообразная балка», «тупик, образуемый смыкающимися под острым углом хребтами», в других тюркских языках — «холм». Таким образом, название горы можно перевести как «сильно расчленённая вершина, сложенная твёрдыми породами».

## Топографические карты
- Лист карты K-38-26-1.